# إيسا (اليابان)
إيسا هي مدينة في اليابان، تتبع كاغوشيما، بلغ عدد سكانها 25,813 نسمة في 2017، تبلغ مساحتها 392. 56 كيلومتر مربع.

## الموقع
تشترك في الحدود مع:
- إيزومي، كاغوشيما
- ميناماتا، كوماموتو
- هيتويوشي، كوماموتو
- إبينو، ميازاكي
- يوسوي
- ساتسوما  [لغات أخرى]‏
- كوما  [لغات أخرى]‏.